# Impacto del cambio climático en el suelo y su microbiota

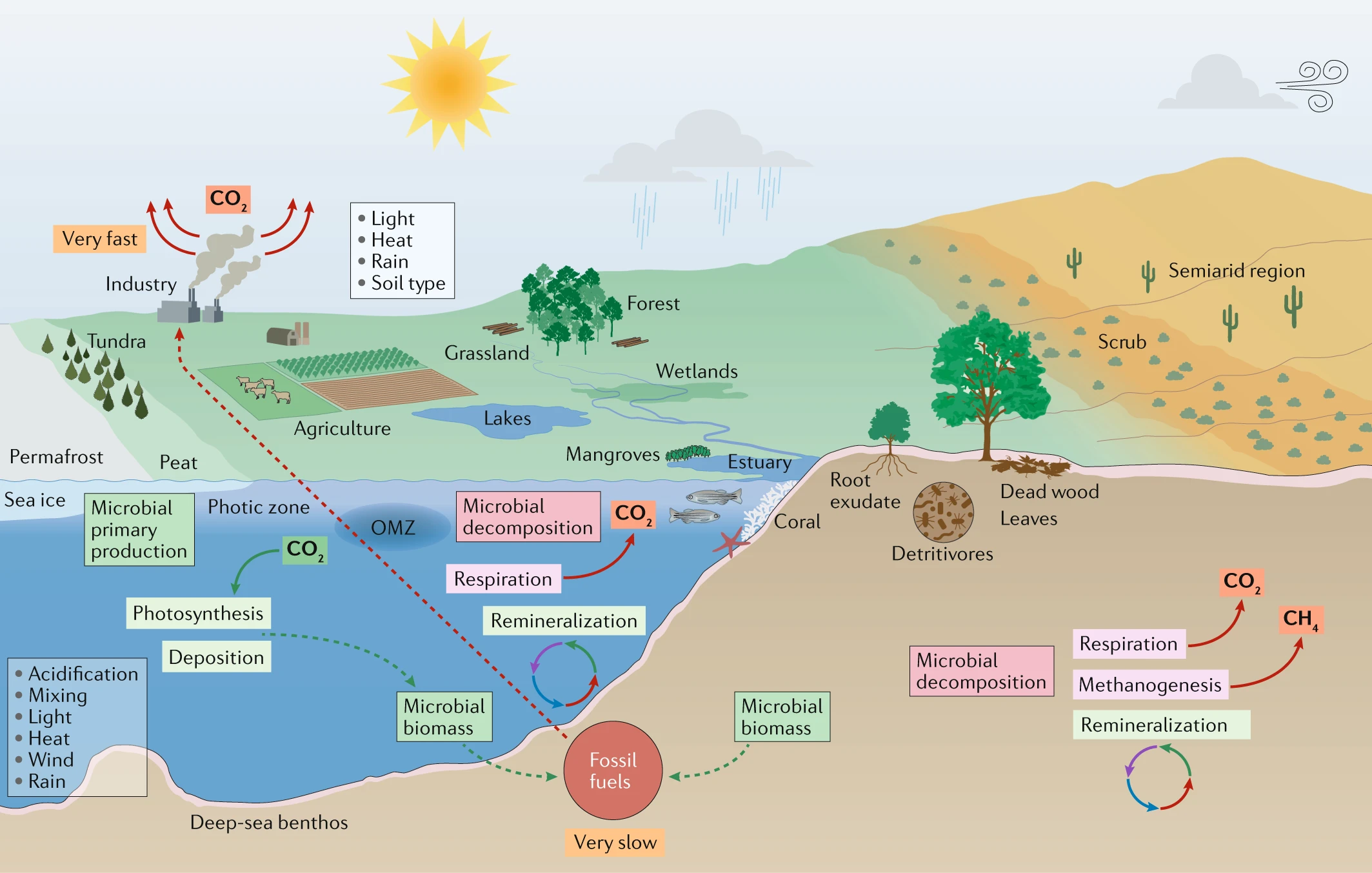
Contribuciones microbianas al ciclo del carbono y al cambio climático

El impacto del cambio climático en el suelo y su microbiota se refiere al aumento de la temperatura global y a la alteración de patrones climáticos, lo que afecta significativamente a los suelos y su comunidad microbiana. Las consecuencias incluyen la degradación del suelo, la pérdida de nutrientes, la erosión, y cambios en la composición microbiana. Esto puede afectar la fertilidad del suelo, la capacidad de retención de agua y la salud de los ecosistemas, lo que a su vez impacta la agricultura y la biodiversidad.
Los efectos del cambio climático y sus alteraciones a largo plazo en los patrones climáticos globales y regionales, especialmente el aumento de la temperatura media de la Tierra, conocido como calentamiento global. Este fenómeno es impulsado principalmente por las actividades humanas, como la quema de combustibles fósiles, la deforestación y la agricultura intensiva, que aumentan la concentración de gases de efecto invernadero en la atmósfera. Las consecuencias del cambio climático incluyen el aumento del nivel del mar, fenómenos meteorológicos extremos, alteraciones en los ecosistemas y la biodiversidad, así como impactos significativos en la salud humana y la seguridad alimentaria.
Por otro lado, el suelo es uno de los ecosistemas más diversos del planeta tierra, albergando una comunidad interactiva de bacterias, arqueas, virus, hongos y protozoos, que se conocen en conjunto como el "microbioma del suelo". Su entorno abiótico es también muy variable, con poros llenos de aire y agua que están desconectados entre sí, además de recursos distribuidos de manera irregular que pueden actuar como áreas favorables para el ¨crecimiento microbiano¨. Este entorno es influenciado por las plantas y los organismos del suelo (por ejemplo, insectos y lombrices), además de por variaciones en la humedad, la temperatura y las condiciones redox, lo que convierte al suelo en un sistema muy dinámico.
Los suelos y los microorganismos que los habitan son componentes cruciales de los ecosistemas terrestres, desempeñando papeles esenciales en los ciclos biogeoquímicos como los del carbono, nitrógeno, azufre y hierro. también manteniendo la salud de las plantas, facilitando la descomposición de la materia orgánica, liberando nutrientes esenciales para el crecimiento de estas; y para la estabilidad general del ecosistema contribuyendo y estabilizando agregados del suelo, mejorando su estructura, su retención de agua y su fertilidad
Entender la interacción entre el suelo y los microorganismos es clave para predecir y gestionar los efectos del cambio climático en los ecosistemas del suelo. Este conocimiento puede facilitar el desarrollo de estrategias para una gestión sostenible del suelo, la mitigación del cambio climático y la mejora de la salud del ecosistema.
Es necesario realizar más investigaciones, especialmente a nivel microbiano y molecular, para optimizar los modelos climáticos y las estrategias de gestión. Como se mencionó anteriormente, la investigación continua sobre los microorganismos del suelo es esencial para entender su papel en la mitigación y adaptación al cambio climático. Los avances en técnicas moleculares y enfoques de modelado están generando nuevos conocimientos sobre la diversidad, función y resiliencia de estos microorganismos. Esta información es fundamental para crear estrategias que gestionen de manera sostenible los ecosistemas del suelo y reduzcan los impactos negativos del cambio climático.

## Cambio climático y sus efectos
Artículo principal: Cambio climático

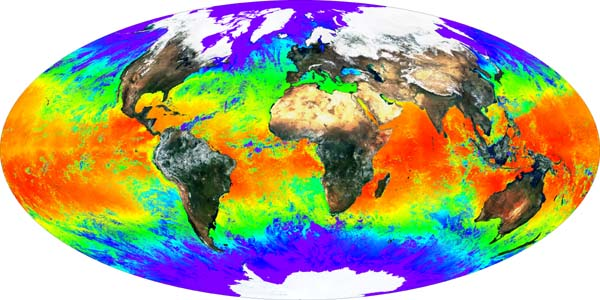
Temperatura en la superficie terrestre al comienzo de la primavera de 2000.

El clima es un promedio del tiempo atmosférico a una escala de tiempo dado que la Organización Meteorológica Mundial ha estandarizado en 30 años. Los distintos climas se corresponden principalmente con la latitud geográfica, la altitud, la distancia al mar, la orientación del relieve terrestre con respecto a la insolación (vertientes de solana y umbría) y a la dirección de los vientos (vertientes de Sotavento y barlovento) y, por último, las corrientes marinas. Estos factores y sus variaciones en el tiempo producen cambios en los principales elementos constituyentes del clima: temperatura atmosférica, presión atmosférica, vientos, humedad y precipitaciones.

Animación del mapa mundial de la temperatura media mensual del aire de la superficie.

Un cambio en la emisión de radiación solar, en la composición de la atmósfera, en la disposición de los continentes, en las corrientes marinas o en la órbita de la Tierra puede modificar la distribución de energía y el equilibrio térmico, alterando así profundamente el clima cuando se trata de procesos de larga duración.
En última instancia, para que se produzca un cambio climático global, debe actuar algún forzamiento climático, es decir, cualquier factor que incida en el balance de energía del sistema climático, modificando la cantidad de energía que el sistema recibe del Sol o la cantidad de energía que el sistema pierde por emisión desde la Tierra al espacio exterior. Los forzamientos pueden ser las variaciones en los parámetros orbitales de la Tierra, en el albedo terrestre, en la concentración de gases de efecto invernadero, en la concentración de aerosoles tanto de procedencia natural, como son los procedentes de erupciones volcánicas, como los de origen antropogénico que proceden de actividades humanas, entre otros.
Otros factores, como la distribución de los continentes, pueden terminar afectando a alguno de los forzamientos e inducir un cambio climático global. Por ejemplo, la ocupación del océano ecuatorial por una gran masa de tierra, como ocurrió con el supercontinente Rodinia durante el Neoproterozoico, puede contribuir a una mayor reflexión de radiación solar, aumentando el albedo y produciendo cierto enfriamiento que puede provocar la formación de hielo que, a su vez, vuelve a aumentar el albedo, en un ciclo conocido como realimentación hielo-albedo. La fragmentación de Rodiniahace unos 700-800 millones de años pudo exponer mayor cantidad de corteza terrestre a la erosión por la lluvia y provocar que el Ciclo Geoquímico Carbonato-Silicato aumentara el secuestro de CO2 atmosférico, contribuyendo a una disminución de la temperatura que terminase induciendo una glaciación global, más conocida como bola de nieve.
El cambio climático actual es, de manera muy probable, totalmente antropogénico y se relaciona principalmente con la intensificación del efecto invernadero debido a las emisiones industriales procedentes de la quema de combustibles fósiles. Las contribuciones probables de los forzamientos naturales y la variabilidad interna al cambio de la temperatura global desde 1951 son insignificantes

## Impacto del cambio climático en los Suelos y sus microorganismos
El cambio climático ejerce una influencia considerable en los suelos, afectando tanto su composición como su funcionalidad. Los microorganismos del suelo son cruciales para el ciclo del carbono y otros nutrientes. La respuesta de estos microorganismos al cambio climático puede influir en la liberación o retención de carbono en el suelo, lo que a su vez tiene implicaciones significativas para la mitigación del cambio climático.
Algunos de los impactos específicos del cambio climático en los suelos y sus microorganismos son:

### Aumento de la temperatura
El calentamiento global conduce a un aumento en la temperatura del suelo Algunos estudios predicen un aumento de la temperatura global a aproximadamente 3,7 °C para el año 2100, este aumento evidentemente afecta directamente al suelo, a sus comunidades microbianas y a los procesos biogeoquímicos que suceden dentro de él.
En el corto plazo, el calentamiento acelera la descomposición de la materia orgánica del suelo, liberando CO₂ a la atmósfera. A largo plazo, sin embargo, el calentamiento puede agotar el carbono lábil, lo que lleva a una disminución de la respiración microbiana y a cambios en la composición de las comunidades, este cambio a su vez puede resultar en una mayor degradación del carbono recalcitrante y una pérdida neta de carbono del suelo.
Analizar el calentamiento del suelo como un factor aislado representa un enfoque subóptimo, ya que este fenómeno probablemente se acompaña de otros factores relacionados con el cambio climático que también influyen en el ciclo del carbono. Esto incluye no solo la disminución de la humedad del suelo, sino también el aumento de CO2 atmosférico.

### Elevación del dióxido de carbono (CO₂)
El aumento de los niveles de CO₂ atmosférico tiene efectos directos e indirectos en el microbioma del suelo. El CO₂ estimula el crecimiento de las plantas, lo que lleva a un aumento de la rizodeposición (la liberación de carbono de las raíces al suelo). 
Esto puede aumentar la biomasa microbiana y la actividad en el corto plazo, pero a largo plazo, la disponibilidad de nitrógeno puede verse limitada, lo que lleva a una disminución en el ciclo del carbono del suelo.

### Sequía

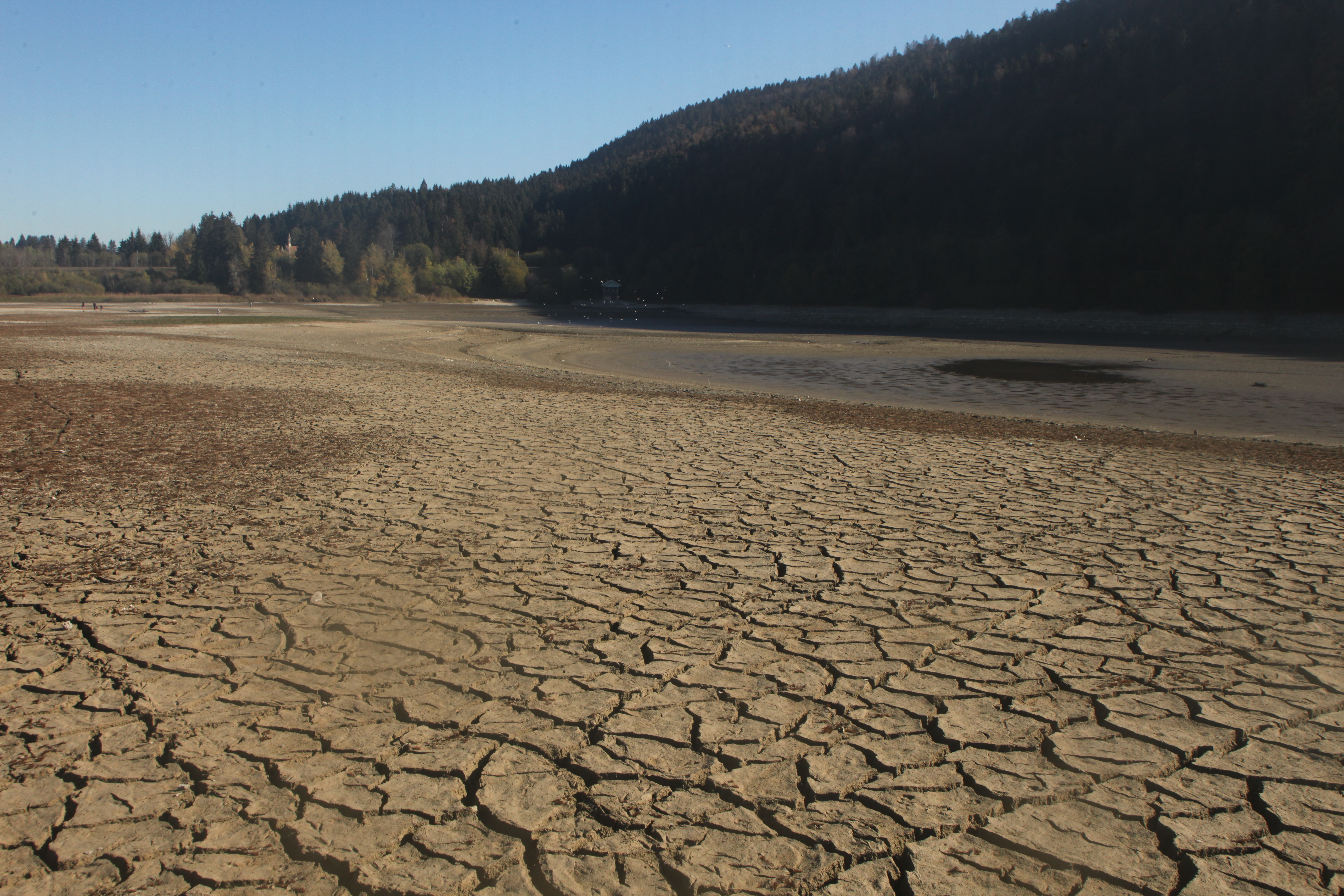
El lago del Embudo en octubre de 2018, período de gran sequía.

Consecuentemente debido al cambio climático, se espera que aumente la frecuencia e intensidad de las sequías en muchas regiones del mundo. Esto anterior debido a su influencia en la reducción de la humedad del suelo, lo que afecta la actividad microbiana y la descomposición de la materia orgánica. Esto puede llevar a una disminución de la respiración del suelo y a una menor liberación de CO₂ a la atmósfera.
Sin embargo, la sequía también puede afectar la estructura de la comunidad microbiana, reduciéndola en general, pero también puede provocar cambios en la composición de esta comunidad, favoreciendo a los microorganismos tolerantes a la desecación.
Algunos microorganismos pueden producir Osmolitos para retener la turgencia celular o entrar en un estado fisiológico latente para sobrevivir a la sequía.

### Aumento de las precipitaciones e inundaciones
En algunas regiones, el cambio climático está provocando un aumento de las precipitaciones y las inundaciones. El exceso de humedad del suelo puede crear condiciones anaeróbicas, lo que favorece la metanogénesis (producción de metano) y la desnitrificación (liberación de óxido nitroso). Estos gases de efecto invernadero tienen un mayor potencial de calentamiento global que el CO₂.
Por otro lado, Con el aumento de la humedad del suelo, los poros se llenan de agua y se vuelven anaeróbicos, lo que crea condiciones favorables para procesos como la metanogénesis y la desnitrificación, lo que puede resultar en la emisión de CH4 y N2O. Las variaciones en la humedad y la vegetación, a consecuencia de los cambios en los patrones de precipitación, pueden generar respuestas diferentes en las comunidades microbianas. Por ello, se recomienda pensar en el desenvolvimiento de modelos metabólicos predictivos que permitan realizar simulaciones más precisas en escenarios climáticos futuros.

### Incendios

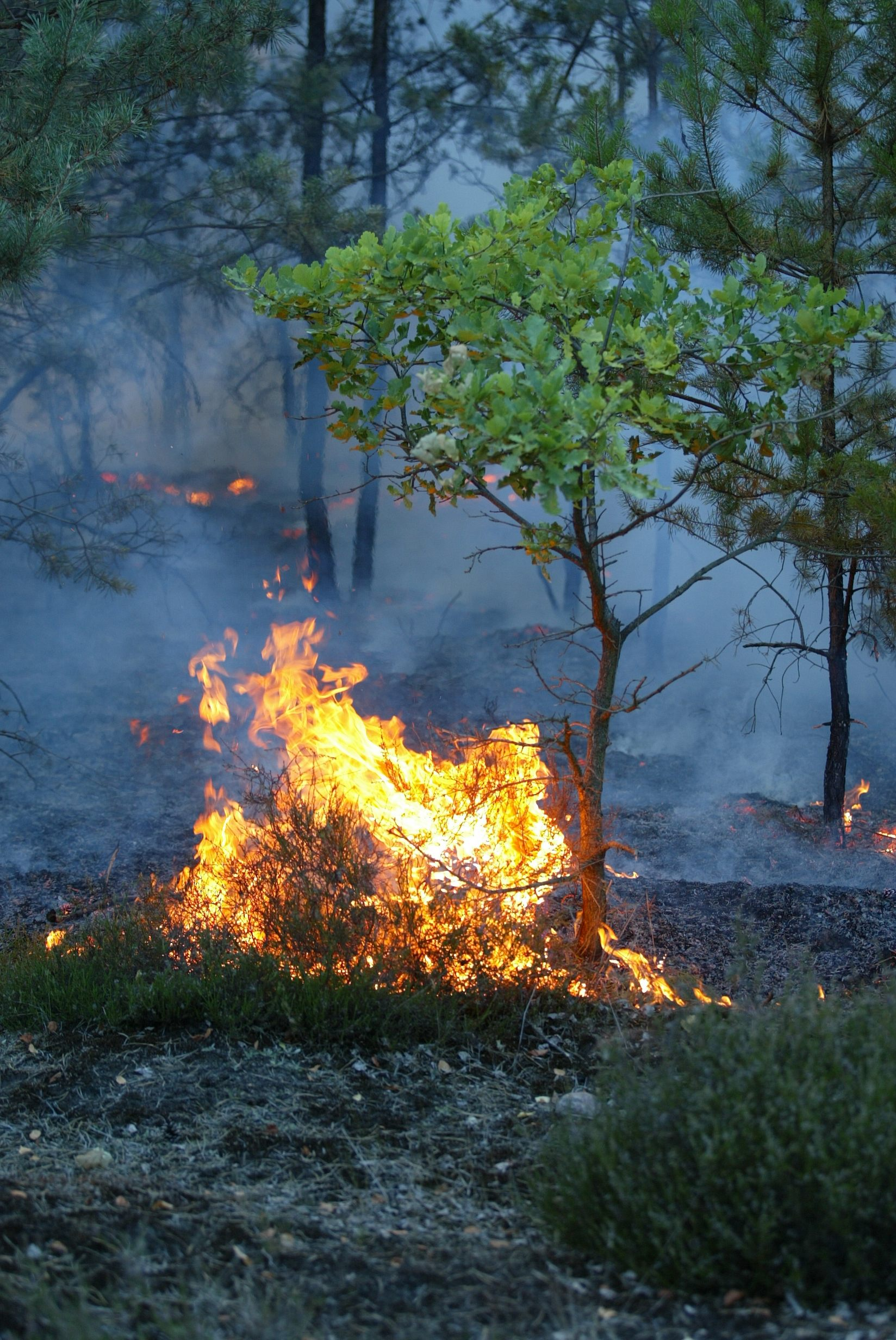
Incendio forestal en el estado de Brandeburgo, verano de 2003.

A nivel global, los incendios están aumentando tanto en frecuencia como en intensidad, impulsados por temporadas de fuego más largas y secas, así como por prácticas de manejo de tierras que no son sostenibles. Estos factores, que incluyen el cambio climático y la deforestación, contribuyen a condiciones que favorecen la propagación de incendios. La combinación de una mayor sequedad en el clima y métodos agrícolas inadecuados no solo incrementa el riesgo de incendios, sino que también dificulta la recuperación de los ecosistemas afectados. Esto genera un ciclo preocupante, donde los incendios se vuelven más comunes y devastadores, afectando tanto la biodiversidad como la calidad del aire y del suelo.
Los incendios tienen un impacto dramático en los suelos, quemando la materia orgánica, alterando la estructura del suelo y afectando a las comunidades microbianas. Los incendios pueden liberar grandes cantidades de carbono a la atmósfera, contribuyendo al calentamiento global.

### Interacciones entre reinos
Los cambios en las condiciones climáticas pueden afectar las interacciones entre diferentes reinos, como plantas y microorganismos, con consecuencias para el ciclo del carbono. Por ejemplo, el cambio climático puede alterar la cantidad y la composición de los exudados de las raíces, que son una fuente importante de carbono para los microorganismos del suelo.
Sin embargo, no todos los miembros de una comunidad, ni siquiera las células de una población específica, están activas en un momento dado. La actividad se rige por una compleja interacción de la regulación genética que determina qué genes se expresan y el acceso a los recursos. La variabilidad en la humedad, la temperatura y la química atmosférica local en el suelo afecta la respuesta fenotípica del microbioma del suelo, generando retroalimentación con el cambio climático.

### Impactos indirectos y futuro
Además de estos efectos directos, el cambio climático también puede tener impactos indirectos en los suelos a través de cambios en la vegetación. Por ejemplo, el aumento de las temperaturas puede favorecer a las especies de plantas C4 sobre las C3, lo que puede alterar la cantidad y la calidad de la materia orgánica que ingresa al suelo. Estos cambios en la vegetación pueden tener impactos significativos en las comunidades microbianas del suelo y en los procesos biogeoquímicos.
Comprender el impacto del cambio climático en los suelos es crucial para predecir las futuras emisiones de gases de efecto invernadero y para desarrollar estrategias de mitigación. Los suelos juegan un papel importante en el ciclo global del carbono y los cambios en su funcionamiento pueden tener consecuencias significativas para el clima global.

## Consecuencias para la agricultura y la seguridad alimentaria
El cambio climático está impactando los suelos de múltiples maneras, lo que conlleva profundas implicaciones para la agricultura y la seguridad alimentaria. Estos efectos inducidos por el clima pueden dar lugar a una serie de problemas significativos:

### Rendimientos de los cultivos
La degradación del suelo es un problema ambiental crítico que se manifiesta a través de la erosión, la compactación y la pérdida de materia orgánica. Estos factores, combinados con prácticas agrícolas insostenibles, provocan una reducción de la fertilidad del suelo. La fertilidad es esencial para el crecimiento saludable de los cultivos, ya que determina la capacidad del suelo para proporcionar nutrientes, agua y un ambiente adecuado para las raíces.

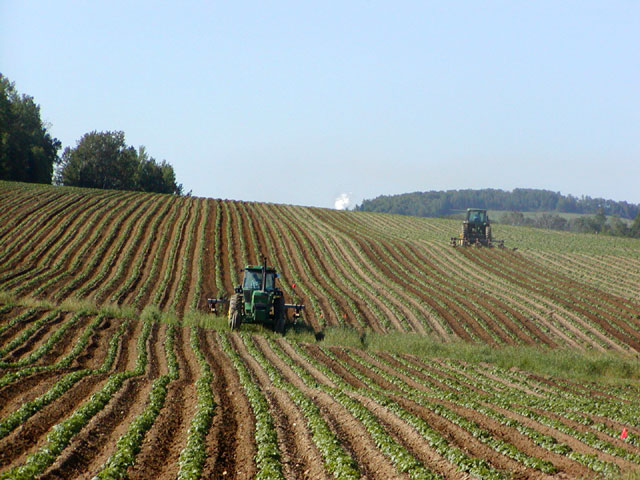
Tractores trabajando en un campo de patatas (papas), en Fort Fairfield (Maine), EE. UU. Ejemplo de prácticas agrícolas.

### Calidad de los alimentos
los cambios en los niveles de nutrientes y la composición del suelo pueden afectar a la calidad nutricional de los cultivos alimentarios. La alteración de la disponibilidad de nutrientes esenciales, como nitrógeno, fósforo y potasio, impacta negativamente en la salud de las plantas. Cuando los suelos se vuelven menos fértiles, los cultivos no pueden desarrollarse de manera óptima, lo que se traduce en rendimientos reducidos. Esto no solo afecta la cantidad de alimentos producidos, sino que también puede influir en la calidad de estos, afectando el valor nutricional que estos ofrecen. Como resultado, la disminución de la producción de alimentos genera una serie de problemas sociales y económicos, como el aumento de la inseguridad alimentaria y el encarecimiento de los productos básicos.

### Disponibilidad de agua
Los cambios en la estructura del suelo, la retención de agua y los patrones de precipitación inducidos por el clima pueden provocar una escasez de agua para el riego de los cultivos. El estrés hídrico reduce el crecimiento de las plantas, disminuye el rendimiento de los cultivos y aumenta la vulnerabilidad de los cultivos a las plagas y enfermedades.

### Plagas y enfermedades
Las condiciones climáticas cambiantes pueden crear entornos más favorables para las plagas y enfermedades de las plantas, lo que lleva a una mayor incidencia y gravedad de los brotes. El aumento de las temperaturas y los cambios en la humedad pueden afectar los ciclos de vida de las plagas, los patrones de migración y las interacciones con los huéspedes de las plantas, lo que plantea desafíos adicionales para el manejo de plagas.

## Soluciones y mitigación
Es importante comprender mejor los impactos del cambio climático en los microbios del suelo y el ciclo del carbono para desarrollar estrategias de mitigación y adaptación para la agricultura y la seguridad alimentaria.
Algunas estrategias pueden ser mencionadas para mitigar los impactos negativos del cambio climático en los suelos, centrándose en la manipulación del microbioma del suelo y las prácticas de manejo sostenible:

### Manipulación del microbioma del suelo
Secuestro de carbono
Mejorar la capacidad del suelo para secuestrar carbono, reduciendo así las emisiones de gases de efecto invernadero. Este proceso implica la interacción compleja entre las plantas, los microorganismos del suelo y la materia orgánica del suelo.
○ Las plantas absorben CO2 de la atmósfera y liberan una parte significativa (hasta un 20%) en la rizosfera a través de la exudación de raíces, las células desprendidas de la cofia radicular y los hongos micorrízicos.
○ Esta entrada de carbono estimula a los organismos simbióticos y de vida libre en el suelo, que transforman bioquímicamente el carbono y lo distribuyen a través de la matriz del suelo.

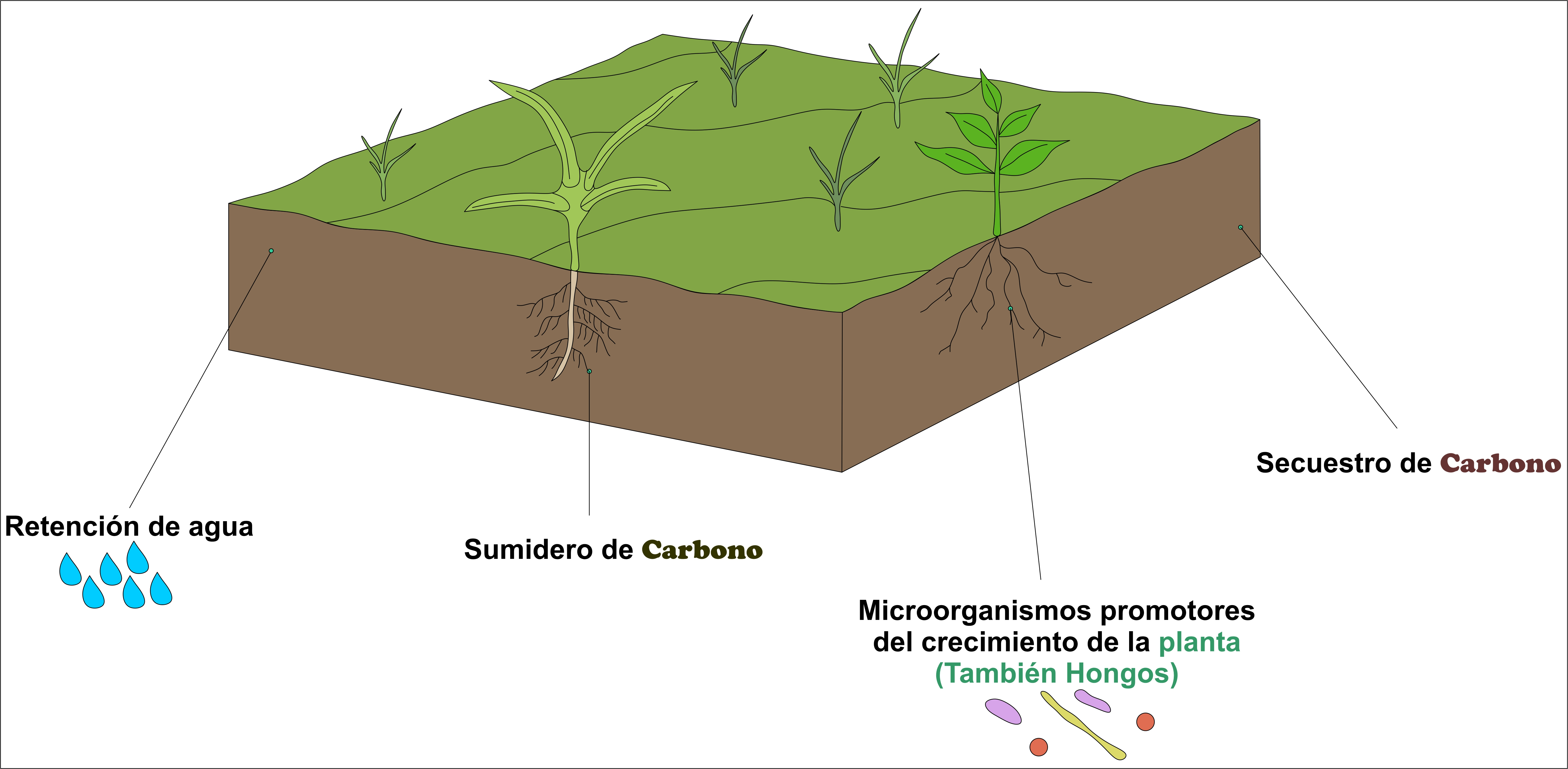
Microbioma del suelo con la que se pueden mitigar los efectos negativos del cambio climático.

○ Las bacterias y los hongos del suelo desempeñan un papel fundamental en la producción de polímeros de carbono que facilitan la formación de agregados del suelo, lo que lleva a la oclusión del carbono del suelo y su almacenamiento a largo plazo.
Biodiversidad del Suelo
Se ha demostrado que los suelos con mayor biodiversidad tienen una mayor capacidad para secuestrar carbono. Esto subraya la importancia de promover la diversidad microbiana del suelo para mejorar la mitigación del cambio climático.
Probióticos ambientales
La investigación se centra en el uso de inoculantes como "probióticos ambientales" para mejorar la salud del suelo y la resiliencia al cambio climático. Estos inoculantes pueden incluir microorganismos beneficiosos que mejoran el secuestro de carbono, el ciclo de nutrientes y la resistencia al estrés.

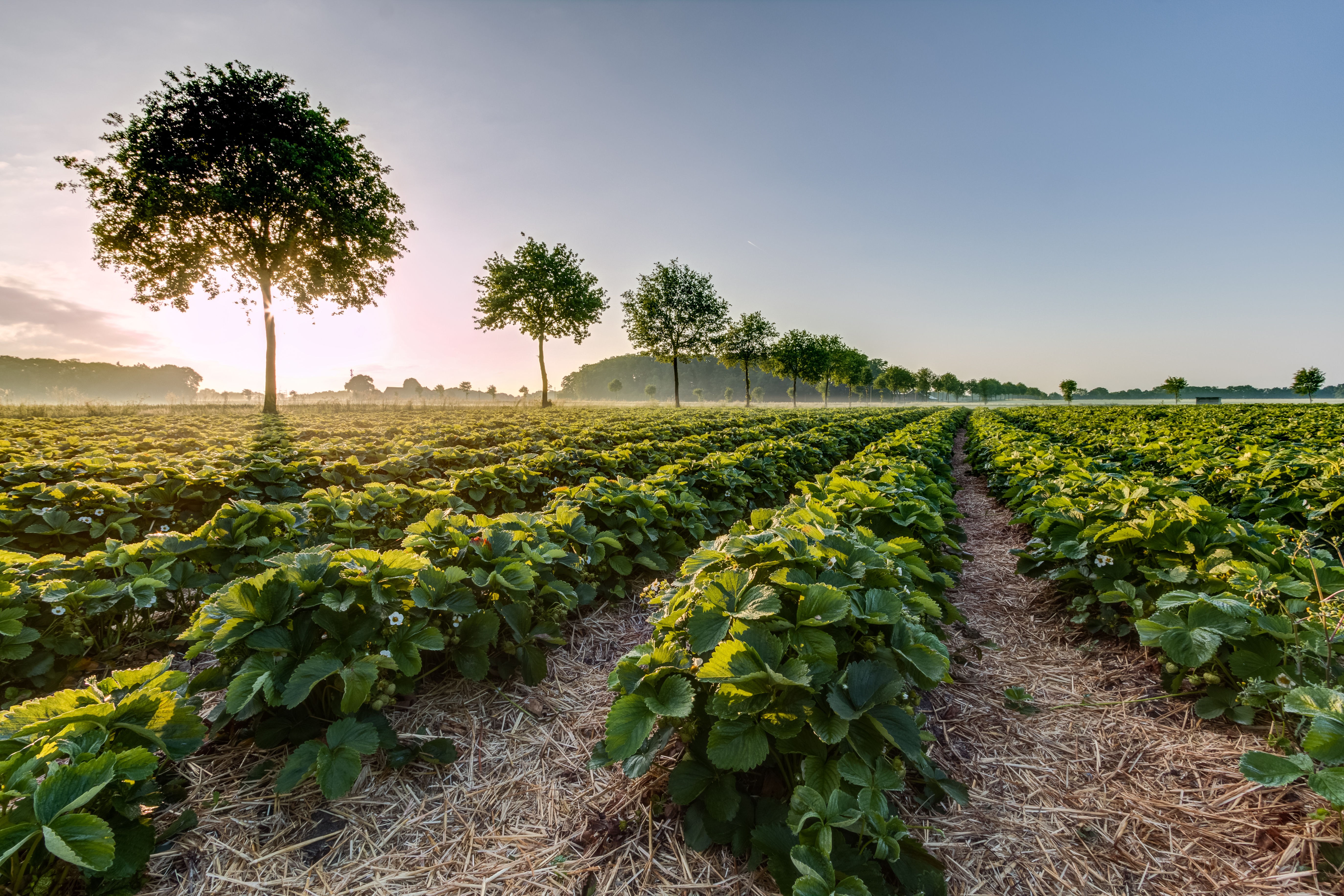
Campo de fresas en la comunidad agrícola de Dernekamp, Kirchspiel, Dülmen, Renania del Norte-Westfalia, Alemania

Prácticas de manejo sostenible del suelo:
Agricultura sin labranza, agricultura de cobertura y rotación de cultivos
Estas prácticas se recomiendan para mejorar la salud del suelo, aumentar el secuestro de carbono y mejorar la resiliencia a los impactos climáticos.
○ La agricultura sin labranza reduce la perturbación del suelo, promoviendo la acumulación de materia orgánica y mejorando la retención de agua.
○ La agricultura de cobertura protege el suelo de la erosión, mejora la infiltración de agua y proporciona hábitat para los microorganismos beneficiosos.
○ La rotación de cultivos interrumpe los ciclos de plagas y enfermedades y mejora la fertilidad del suelo.
Manejo de la materia orgánica del suelo
La adición de materia orgánica al suelo, como abonos verdes y residuos de cultivos, mejora la estructura del suelo, la retención de agua y la actividad microbiana.
Manejo Integrado de Plagas y Enfermedades
Reducir la dependencia de los pesticidas sintéticos y promover prácticas de control biológico de plagas puede ayudar a preservar la biodiversidad del suelo y minimizar los impactos negativos en los microorganismos beneficiosos.

## Investigación futura
Es esencial abordar estos desafíos mediante la investigación y el desarrollo de estrategias sostenibles para gestionar los recursos del suelo y garantizar la producción de alimentos para una población mundial en crecimiento. 
Comprender y mitigar los impactos del cambio climático en los suelos es crucial para garantizar la seguridad alimentaria y la sostenibilidad agrícola a largo plazo. Al invertir en estas áreas de investigación futura, podemos obtener los conocimientos necesarios para desarrollar estrategias efectivas que preserven los ecosistemas del suelo, mejoren la productividad de los cultivos y nos ayuden a adaptarnos a los desafíos del cambio climático.
Se podrían mencionar varias áreas prometedoras para la investigación sobre la mitigación de los impactos del cambio climático en los suelos:

### Comprender la complejidad de las interacciones del microbioma del Suelo

#### Interacciones entre reinos
Profundizar en la comprensión de cómo el cambio climático impacta las interacciones entre los diferentes reinos del suelo, como bacterias, hongos, protozoos y nematodos. La investigación debe centrarse en el flujo de carbono asociado con estas interacciones y cómo las alteraciones inducidas por el clima pueden afectar el equilibrio y la función del ecosistema del suelo.

#### Redundancia funcional
Investigar el papel de la redundancia funcional en la resistencia y resiliencia del microbioma del suelo al cambio climático. Determinar si diferentes especies microbianas pueden realizar funciones similares y cómo esta redundancia contribuye a la estabilidad del ecosistema en condiciones cambiantes.

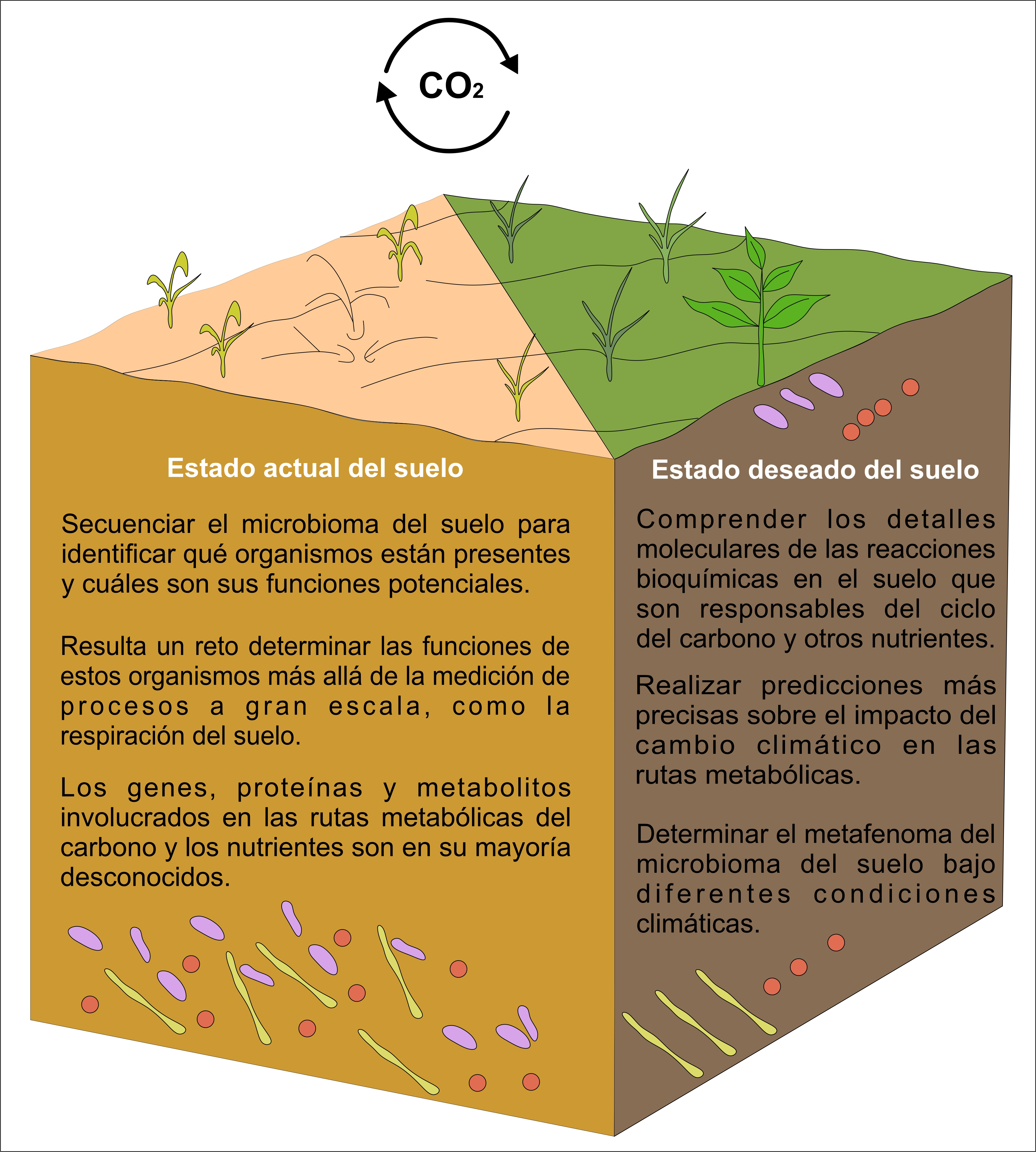
Estado actual y deseado a futuro con técnicas basadas en la microbiota del suelo.

### Desarrollar herramientas analíticas Avanzadas

#### Sondeo de Isótopos Estables (SIP)
Ampliar el uso de técnicas SIP para rastrear el destino del carbono en los suelos y cuantificar las contribuciones específicas de taxones a los procesos biogeoquímicos. Desarrollar nuevas metodologías SIP, como qSIP, para medir las tasas de crecimiento y asimilación de carbono de poblaciones microbianas individuales en comunidades complejas.

#### Enfoques Mmultiómicos
Integrar datos de metagenómica, metatranscriptómica, metaproteómica y metabolómica para obtener una comprensión más completa de la composición, función y respuesta del microbioma del suelo al cambio climático. Este enfoque puede ayudar a identificar genes, proteínas y metabolitos clave involucrados en las vías metabólicas del carbono y los nutrientes, lo que permite una mejor predicción de los impactos del cambio climático.

### Conectar la investigación de laboratorio con estudios de campo

#### Mesocosmos y dispositivos microfabricados
Desarrollar mesocosmos y dispositivos microfabricados que imiten el microambiente del suelo y permitan la visualización directa de los procesos microbianos. Estas herramientas pueden ayudar a cerrar la brecha entre los estudios de laboratorio y de campo, proporcionando información sobre las interacciones microbianas y los procesos biogeoquímicos en un entorno más realista.

#### Integración de datos y modelos
Integrar datos de experimentos de laboratorio, estudios de campo y modelos para mejorar las predicciones de los impactos del cambio climático en el ciclo del carbono del suelo. Este enfoque interdisciplinario puede conducir a una mejor comprensión de las complejas interacciones entre los microbios del suelo, las plantas y el medio ambiente.

### Explorar soluciones innovadoras

#### Ingeniería del microbioma del suelo
Investigar la posibilidad de diseñar comunidades microbianas del suelo para mejorar el secuestro de carbono, el ciclo de nutrientes y la resistencia al estrés. Esto podría implicar la introducción de microorganismos beneficiosos o la manipulación de las condiciones del suelo para promover el crecimiento de comunidades microbianas deseables.

#### Biocarbón como enmienda del suelo
Estudiar más a fondo el potencial del biocarbón como enmienda del suelo para mejorar el secuestro de carbono y la fertilidad del suelo. El biocarbón, un material rico en carbono producido por la pirólisis de la biomasa, puede secuestrar carbono en el suelo durante largos períodos y mejorar las propiedades físicas y químicas del suelo.